# Maternitat i embaràs a l'Antàrtida

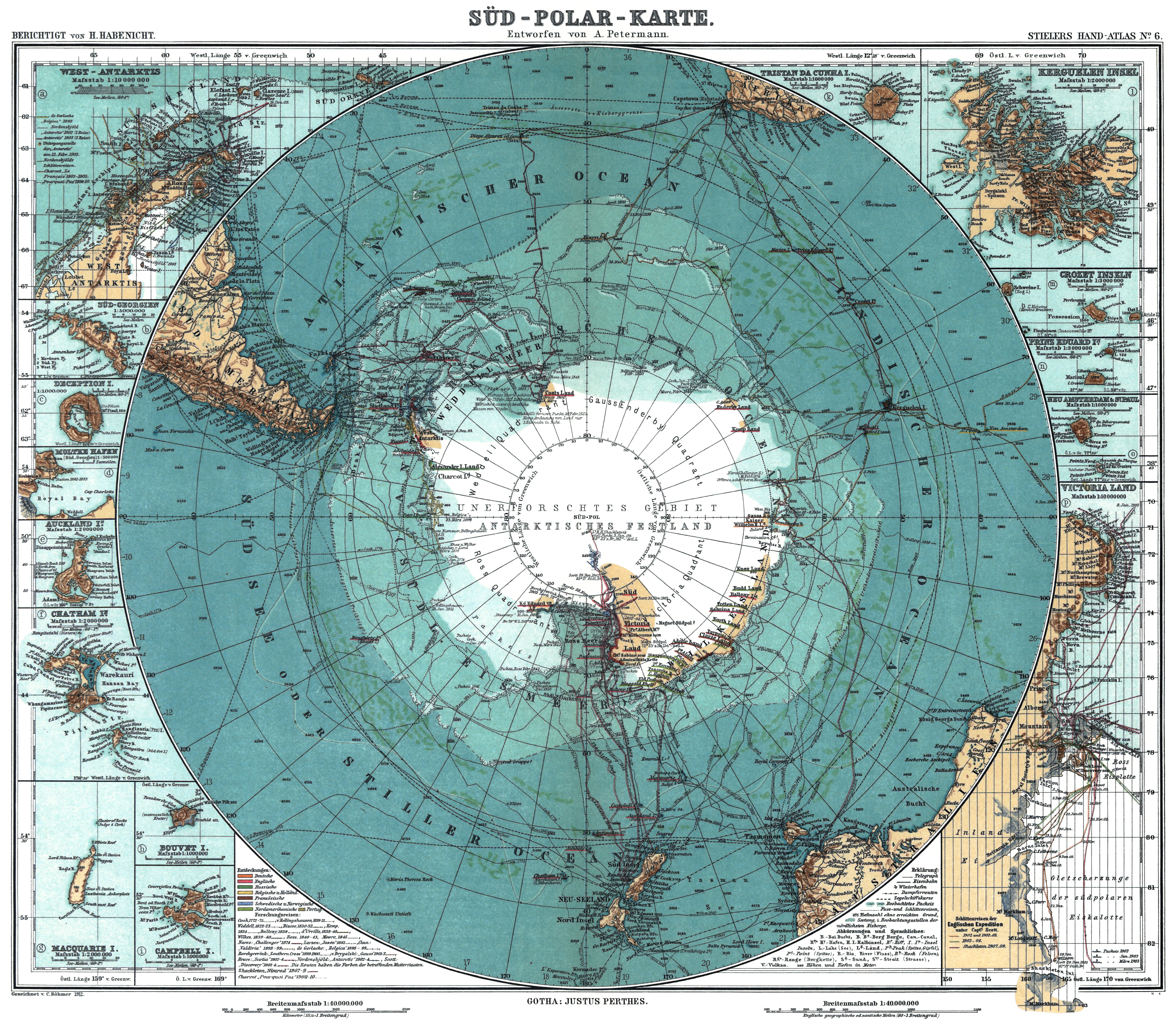
Mapa espacial de l'Antàrtida.

La maternitat i l'embaràs a l'Antàrtida són temes molt particulars i, en certa manera, inusuals, ja que l'Antàrtida és un dels entorns més inhòspits del planeta, i poques persones hi viuen de manera permanent. A més, no hi ha poblacions autòctones, ja que es tracta d'un continent dedicat principalment a la investigació científica.

## Absència de població estable
L'Antàrtida no té població nativa ni ciutadans permanents. La majoria de les persones que hi resideixen són científics i personal de suport que viuen en estacions de recerca durant períodes temporals, sovint de diversos mesos o fins a un any. Aquestes estades solen ser planificades amb molta cura, i en general, no es preveu que les persones que hi van passin per embarassos o portin nens petits.
- Condicions Extremes i Inhòspites: l'Antàrtida és el continent més fred, ventós i sec del planeta. Les temperatures poden baixar fins a -60 °C o més durant l'hivern, i fins i tot a l'estiu, les temperatures poden ser molt baixes en la majoria del continent.[2] A més, les condicions són molt seques, amb algunes zones classificades com a deserts freds. La combinació de fred extrem, vents forts i la manca de recursos naturals fa que sigui un lloc extremadament difícil per viure de manera permanent.

- Inexistència de Ciutats o Infraestructures Civils: l'Antàrtida no té ciutats, pobles ni infraestructures civils convencionals com les que trobem en altres continents. Les úniques estructures habitades són les estacions de recerca, que estan dissenyades específicament per a la investigació científica i no per a la vida quotidiana de famílies o comunitats estables. Aquests centres estan equipats per a les necessitats bàsiques dels investigadors, però no estan pensats per a llargues estades o per suportar les complexitats de la vida familiar.Vaixell de mercaderies a l'Antàrtida.

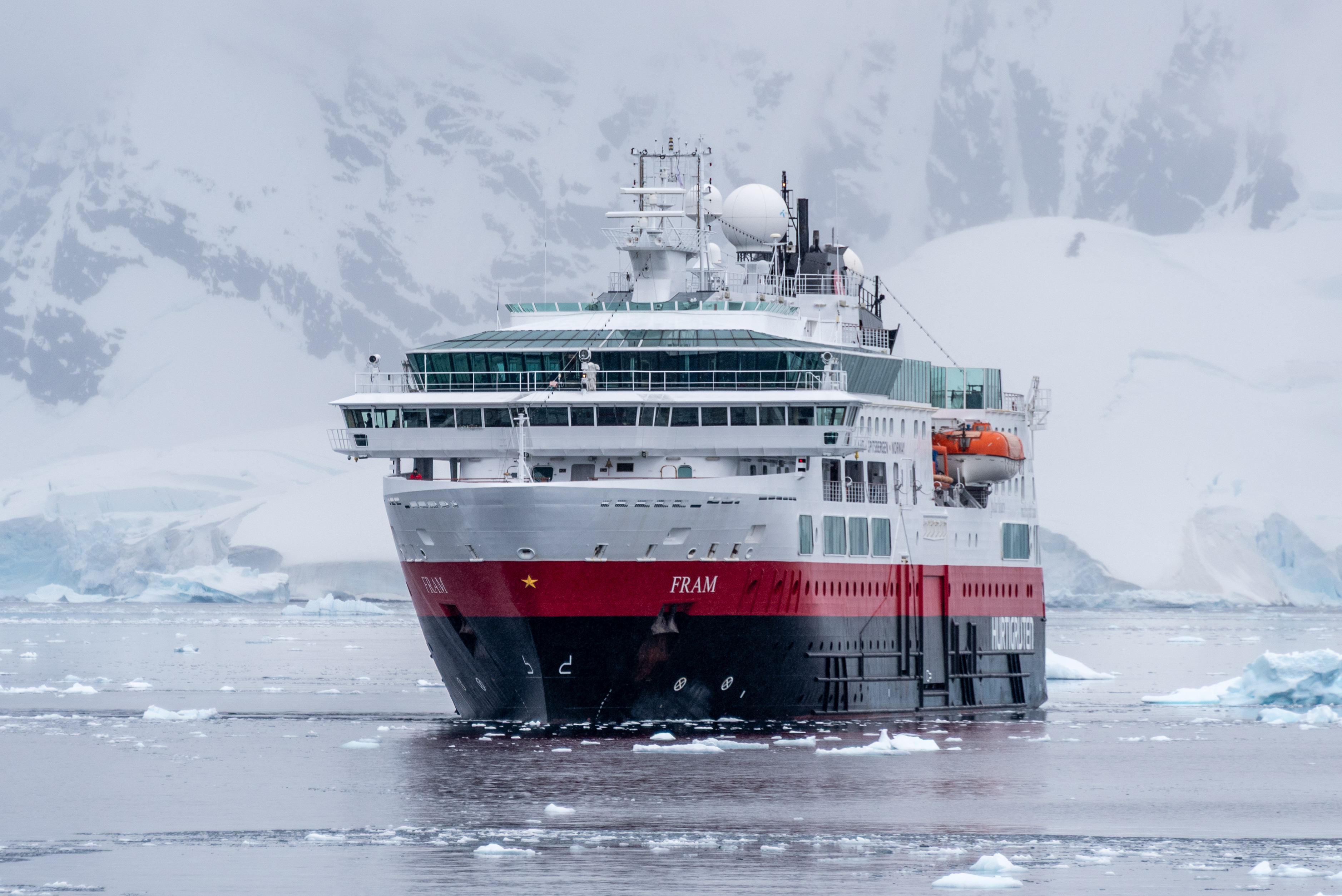
Vaixell de mercaderies a l'Antàrtida.

- Focus en la Recerca Científica: el Tractat Antàrtic, signat el 1959 per diverses nacions, estableix que l'Antàrtida es destina exclusivament a la recerca científica i no a l'ocupació amb fins comercials o de colonització. Com a resultat, els únics habitants de l'Antàrtida són científics i el personal de suport, que treballen en projectes de recerca temporalment. Aquests científics provenen de diversos països i s'instal·len en estacions de recerca durant períodes que normalment van des de diversos mesos fins a un any, però no hi ha una població que visqui de manera continuada al continent.[3]

- Rotació del Personal i Estades Temporals: les persones que van a l'Antàrtida, tant científics com tècnics i personal de suport, ho fan per períodes limitats de temps. Les estades solen estar planificades de manera que coincideixin amb l'estiu austral, quan les condicions són menys extremes.[4] Fins i tot en les estacions que romanen obertes durant l'hivern, el personal sovint es rota per evitar l'exposició prolongada a les condicions dures. Aquesta rotació constant de personal impedeix la formació d'una comunitat estable o la possibilitat de desenvolupar una població permanent.

- Reclamacions Territorials i Sobirania: encara que diversos països han fet reclamacions territorials sobre parts de l'Antàrtida, el Tractat Antàrtic congela aquestes reclamacions i prohibeix qualsevol activitat militar o explotació de recursos amb fins comercials. La manca d'una població permanent a l'Antàrtida també reflecteix aquesta situació jurídica única, on no es permet establir colònies o poblacions civils com una forma de reforçar reclamacions territorials.

- Consideracions Polítiques i Mediambientals: qualsevol intent de crear una població estable a l'Antàrtida es toparia amb obstacles polítics i mediambientals importants. El delicat ecosistema antàrtic és extremadament vulnerable a la influència humana, i el Tractat Antàrtic inclou disposicions per a la protecció de l'entorn natural. Per tant, establir poblacions permanents podria causar danys irreversibles a l'ecosistema, a més d'anar en contra dels acords internacionals que regeixen l'ús del continent.

## Condicions extremes

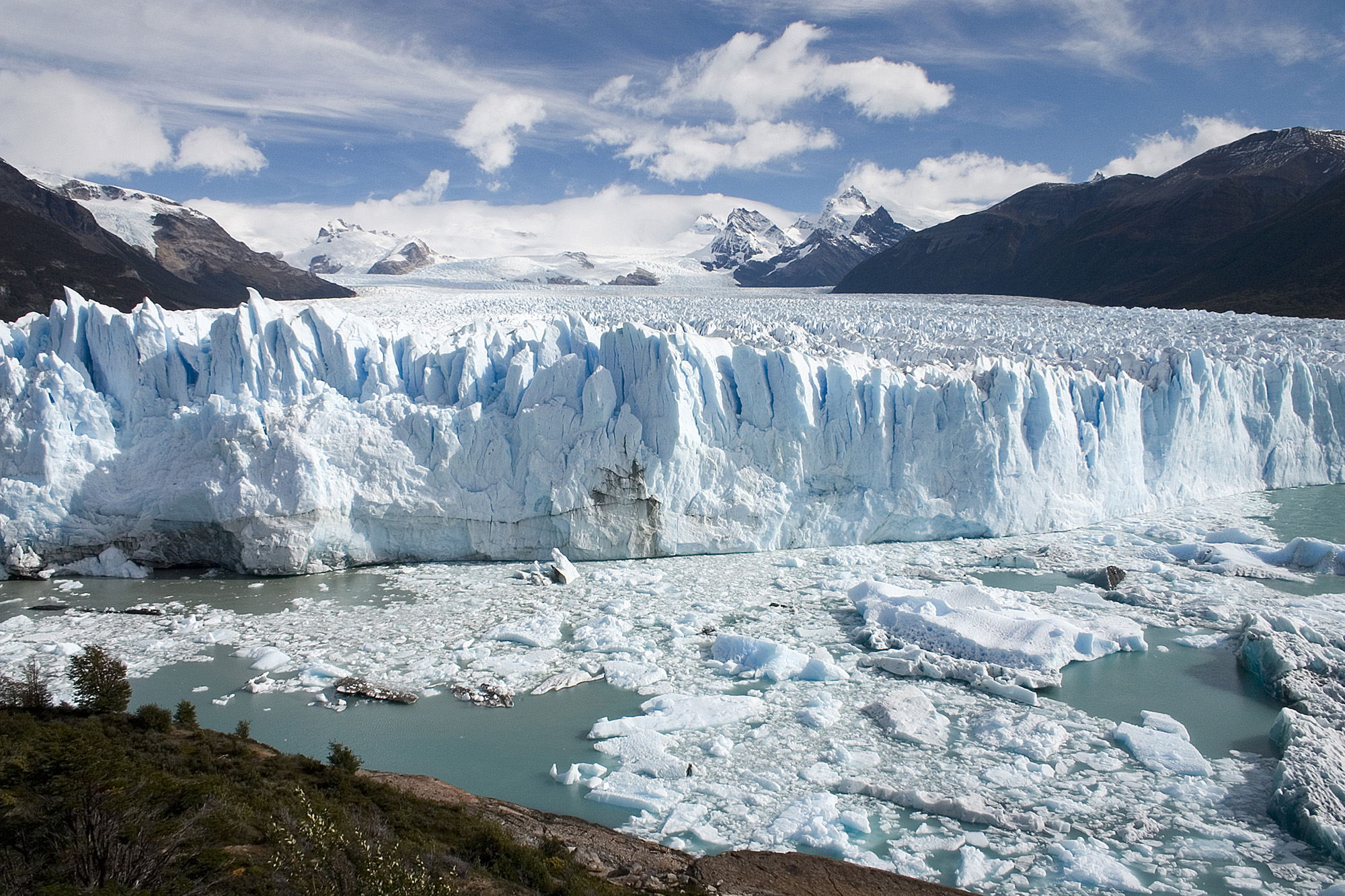
Iceberg.

El clima de l'Antàrtida és extremadament fred, amb temperatures que poden baixar fins a -60 °C o fins i tot més en algunes zones durant l'hivern. Això, combinat amb l'aïllament i la falta d'infraestructures adequades per al part o la cura dels nadons, fa que la maternitat sigui molt complicada en aquest entorn.
- Clima sever i temperatures extremes: l'Antàrtida és el continent més fred del planeta. Durant l'hivern, les temperatures poden caure per sota dels -60 °C en moltes zones, i fins i tot en els mesos d'estiu, quan les temperatures són "més càlides", poden seguir sent molt baixes, oscil·lant entre els -10 °C i els -30 °C.[6] Aquestes condicions tenen un impacte directe en la salut i el benestar de les persones. Per a una dona embarassada, el fred extrem pot suposar un risc addicional, ja que el cos ja està treballant dur per mantenir el nadó calent i per cobrir les seves necessitats. L'exposició prolongada a temperatures tan baixes podria provocar hipotèrmia o complicacions relacionades amb la circulació sanguínia.

- Aïllament i accessibilitat: l'Antàrtida és el continent més aïllat de la Terra. Les estacions de recerca es troben en zones remotes, molt allunyades de qualsevol hospital o centre mèdic ben equipat. Les comunicacions amb l'exterior, tot i que han millorat amb el temps, encara poden ser limitades per les condicions meteorològiques. En cas de complicacions durant l'embaràs o el part, la falta de serveis mèdics avançats representa un risc greu. Evacuar una persona de l'Antàrtida és una operació complexa que depèn de la disponibilitat d'avions o vaixells, que sovint es veuen limitats pel clima. Durant l'hivern, el transport aeri és pràcticament impossible, ja que les condicions de vol són massa perilloses.

- Impacte en la salut mental: l'entorn extrem de l'Antàrtida no només afecta la salut física, sinó també la mental. L'aïllament, la foscor prolongada durant l'hivern, i l'estrès de viure en un entorn tan hostil poden tenir un efecte significatiu en el benestar psicològic.[7] Per a una dona embarassada, aquest estrès addicional pot augmentar el risc de complicacions tant físiques com emocionals, com ara ansietat, depressió prenatal o problemes relacionats amb el son.

- Infraestructura limitada: les estacions de recerca a l'Antàrtida estan dissenyades per allotjar científics i personal de suport durant períodes limitats. Aquestes estacions tenen instal·lacions mèdiques bàsiques, però no estan equipades per atendre parts ni per cuidar nadons. En cas d'una emergència obstètrica, com ara una cesària, les capacitats quirúrgiques serien molt limitades. A més, l'absència d'una infraestructura per a la cura dels nadons significa que fins i tot després del naixement, la vida d'un recent nascut a l'Antàrtida seria extremadament difícil. Les necessitats bàsiques, com ara l'alimentació, la temperatura adequada i l'atenció mèdica constant, serien difícils de garantir.

- Perills físics: el mateix entorn antàrtic és ple de perills físics que podrien ser especialment arriscats per a una dona embarassada. Les superfícies gelades i relliscoses, el vent fort i les tempestes de neu constants fan que simplement caminar a l'exterior sigui perillós. Una caiguda podria causar danys greus tant a la mare com al fetus.

## Estacions de recerca i planificació
Les estacions de recerca són instal·lacions científiques establertes per diferents països per dur a terme investigacions sobre diverses disciplines, com la climatologia, la glaciologia, la biologia marina, i l'astronomia. Aquestes estacions estan situades en diferents parts de l'Antàrtida, sovint en àrees molt remotes i sota condicions climàtiques extremadament dures.

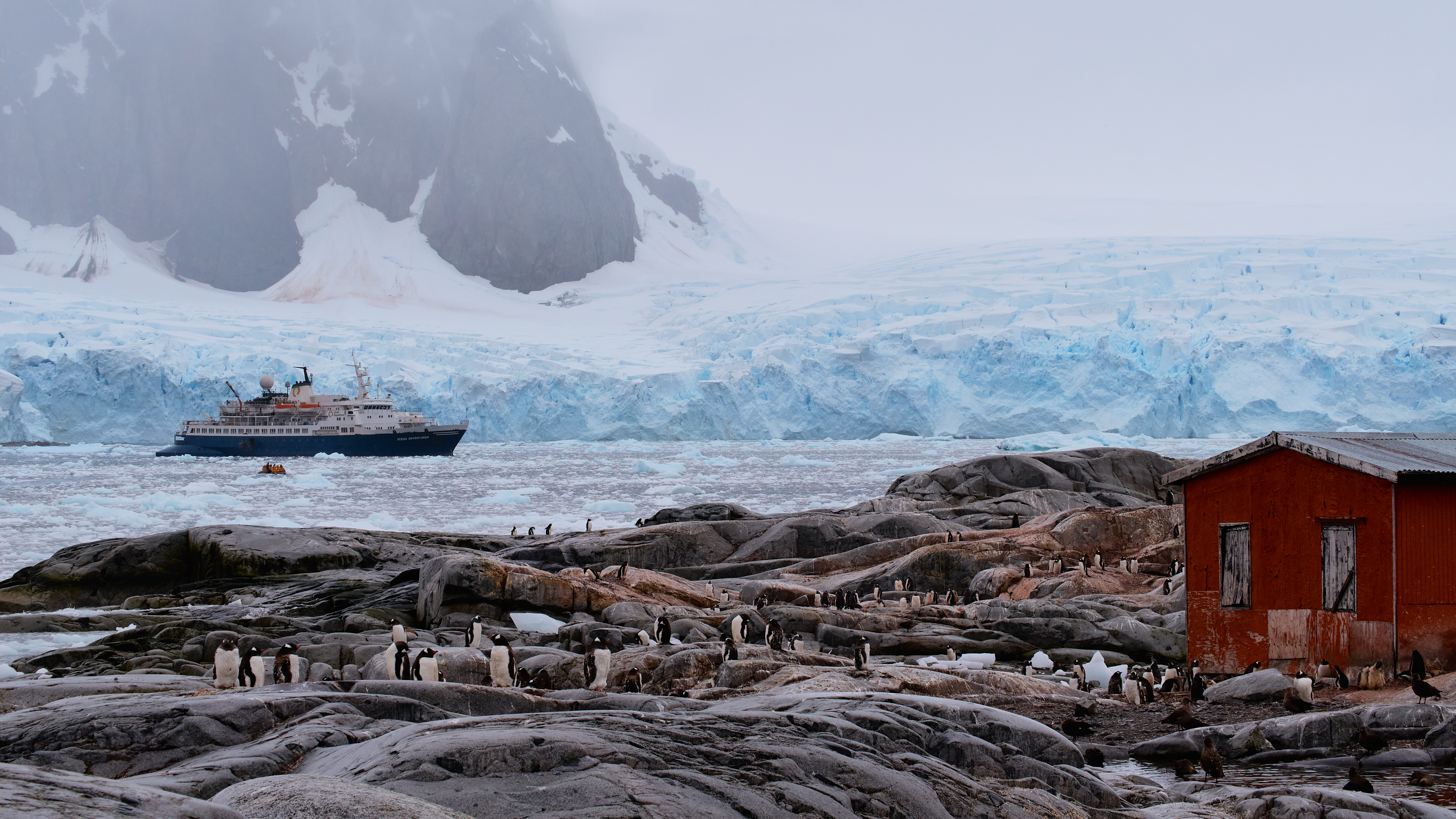
Casa a l'Antàrtida

Les estacions poden ser de dos tipus principals:
- Estacions permanents: funcionen durant tot l'any i estan equipades per suportar les dures condicions hivernals de l'Antàrtida.
- Estacions temporals o estacionals: funcionen només durant els mesos d'estiu, quan les condicions són menys severes i el clima és més suportable.

### Infraestructura sanitària limitada
Les estacions de recerca més grans solen comptar amb una infraestructura bàsica per a l'atenció mèdica d'emergència, com ara una clínica amb alguns subministraments mèdics, personal mèdic bàsic (com un metge o infermera), i equipament per tractar ferides, malalties comunes, i altres emergències menors.
Tot i això, les instal·lacions són limitades, i no estan preparades per manejar situacions complexes com un part, especialment si sorgeixen complicacions. No hi ha unitats de cures intensives, equipament obstètric avançat, o personal especialitzat en atenció maternal. Per tant, qualsevol emergència obstètrica podria ser potencialment perillosa tant per a la mare com per al nadó.

## Incidència d'embarassos
El cas més emblemàtic de naixement a l'Antàrtida és el d'Emilio Marcos Palma, nascut el 7 de gener de 1978 a l'estació argentina Esperanza, situada a la península Antàrtica. Emilio es va convertir en la primera persona nascuda al continent antàrtic, un esdeveniment que va tenir una gran ressò mediàtic.

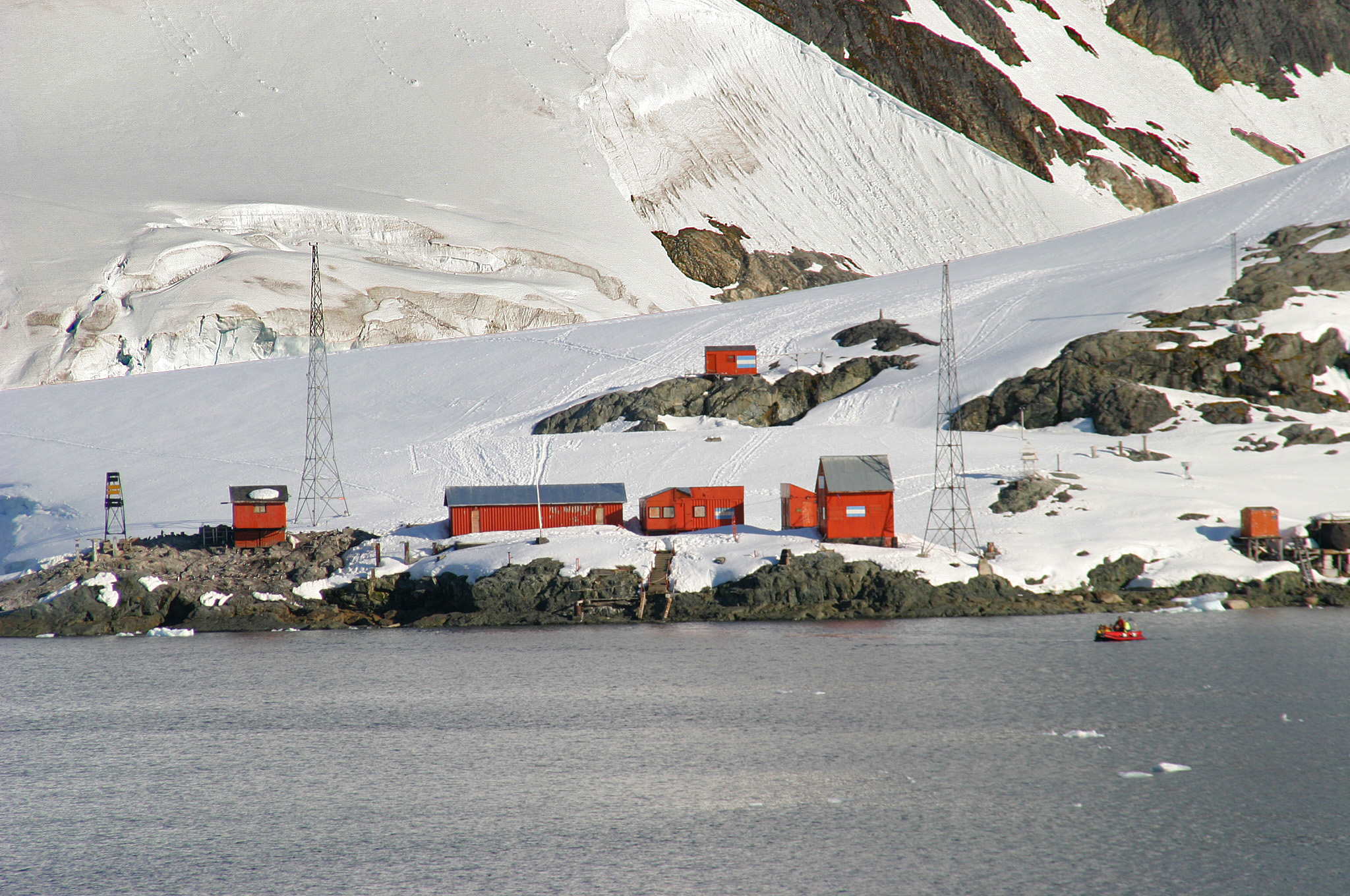
Paisatge Antàrtic.

Aquest naixement no va ser una casualitat sinó una decisió planificada per part del govern argentí. En aquell moment, Argentina volia reforçar la seva presència i reclamació territorial a l'Antàrtida, un continent amb interessos internacionals disputats. El naixement d'un nen argentí en territori antàrtic es va veure com una forma simbòlica de consolidar aquesta presència. Això va implicar una planificació detallada, incloent la presència d'equip mèdic especialitzat i l'adaptació de les instal·lacions per garantir la seguretat del part.
Quan es preveu un naixement a l'Antàrtida, la logística és fonamental. Les instal·lacions de les estacions de recerca, que normalment no estan preparades per a un part, han de ser adaptades per garantir un entorn segur per a la mare i el nadó. Això pot incloure la disponibilitat d'equipament mèdic específic, l'assignació d'espais adequats, i, en alguns casos, la presència de personal mèdic especialitzat com obstetres o ginecòlegs.
La ubicació remota de l'Antàrtida i les dificultats associades al transport fan que un part complicat sigui un risc molt gran. Per això, en la majoria dels casos, es considera més segur que les dones embarassades no viatgin al continent o, si ja hi són, que siguin evacuades abans que el part sigui imminent.

### Casos posteriors
Després del naixement d'Emilio Palma, hi ha hagut altres casos de naixements a l'Antàrtida, principalment en estacions argentines i xilenes, que tenen una presència continuada al continent. Aquests casos també han estat altament planificats i han implicat el mateix nivell de preparació logística.
Per exemple, es coneixen uns pocs naixements a l'estació antàrtica xilena Bernardo O'Higgins, on el govern xilè també va fomentar la presència de famílies per reforçar les seves reclamacions territorials. De nou, aquests naixements van ser esdeveniments excepcionalment rars i van requerir una preparació molt acurada.

### Significació i impacte
Els naixements a l'Antàrtida són un fenomen curiós perquè són més simbòlics que pràctics. Els governs dels països que han promogut aquests naixements ho han fet principalment per motius polítics i diplomàtics, buscant consolidar la seva presència i influència al continent. Tot i això, la incidència de naixements continua sent extremadament baixa, ja que els riscos mèdics són molt alts i les condicions no són adequades per a la maternitat.

## Polítiques nacionals

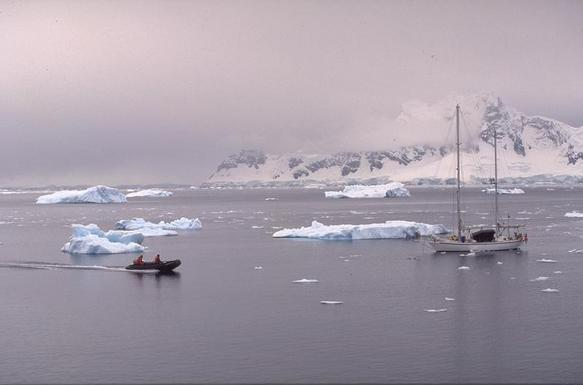
Antàrtida Argentina.

L'Antàrtida és governada pel Tractat Antàrtic, signat el 1959, que estableix que el continent es destina a la investigació científica i prohibeix qualsevol activitat militar o de sobirania territorial. Tanmateix, abans i després de la signatura del tractat, diversos països van fer reclamacions sobre parts del territori antàrtic, tot i que aquestes reclamacions estan en suspens a causa del tractat.
Entre aquests països hi ha Argentina, Xile, Austràlia, el Regne Unit, Noruega, França i Nova Zelanda. Per a alguns d'aquests països, l'estratègia de consolidar les seves reclamacions va incloure accions simbòliques, com ara el naixement de ciutadans en el territori antàrtic que reclamaven.
El cas més conegut és el de Emilio Marcos Palma, que va néixer a l'estació argentina Esperanza el 7 de gener de 1978. El naixement d'Emilio Palma va ser utilitzat per l'Argentina com a part d'una estratègia per reforçar la seva reclamació territorial sobre una porció de l'Antàrtida coneguda com a "Antàrtida Argentina". Aquest va ser un acte altament simbòlic per demostrar la presència i la connexió d'Argentina amb el continent.

Antàrtida Argentina i territori xilè antàrtic.

Un altre cas és el de Juan Pablo Camacho Martino, que va néixer a l'estació xilena "Presidente Eduardo Frei Montalva" el 21 de novembre de 1984. Igual que l'Argentina, Xile també va utilitzar aquest naixement per enfortir la seva reclamació territorial a l'Antàrtida, en una regió coneguda com a "Antàrtida Xilena".
Els naixements a l'Antàrtida, especialment en el cas de l'Argentina i Xile, es van planificar amb molta cura i van ser possibles gràcies a una coordinació estreta entre les autoritats civils i militars. Aquests països van instal·lar estacions de recerca amb personal militar i civil que incloïa famílies, i van promoure que algunes dones embarassades viatgessin al continent per donar a llum. Aquestes accions formaven part d'una estratègia més àmplia per establir una presència contínua i sostinguda a l'Antàrtida, que podria ser utilitzada com a argument en cas de futurs debats sobre la sobirania del territori.
Tot i aquestes estratègies, el Tractat Antàrtic manté en suspens qualsevol reclamació territorial i promou la cooperació internacional per al desenvolupament científic i la conservació del continent. Això ha fet que els intents de reforçar reclamacions a través de naixements i altres accions simbòliques tinguin un impacte limitat en la realitat jurídica de l'Antàrtida. No obstant això, aquests casos continuen sent exemples fascinants de com la geopolítica pot influir en decisions molt personals, com és el naixement d'un fill.

## Assistència mèdica

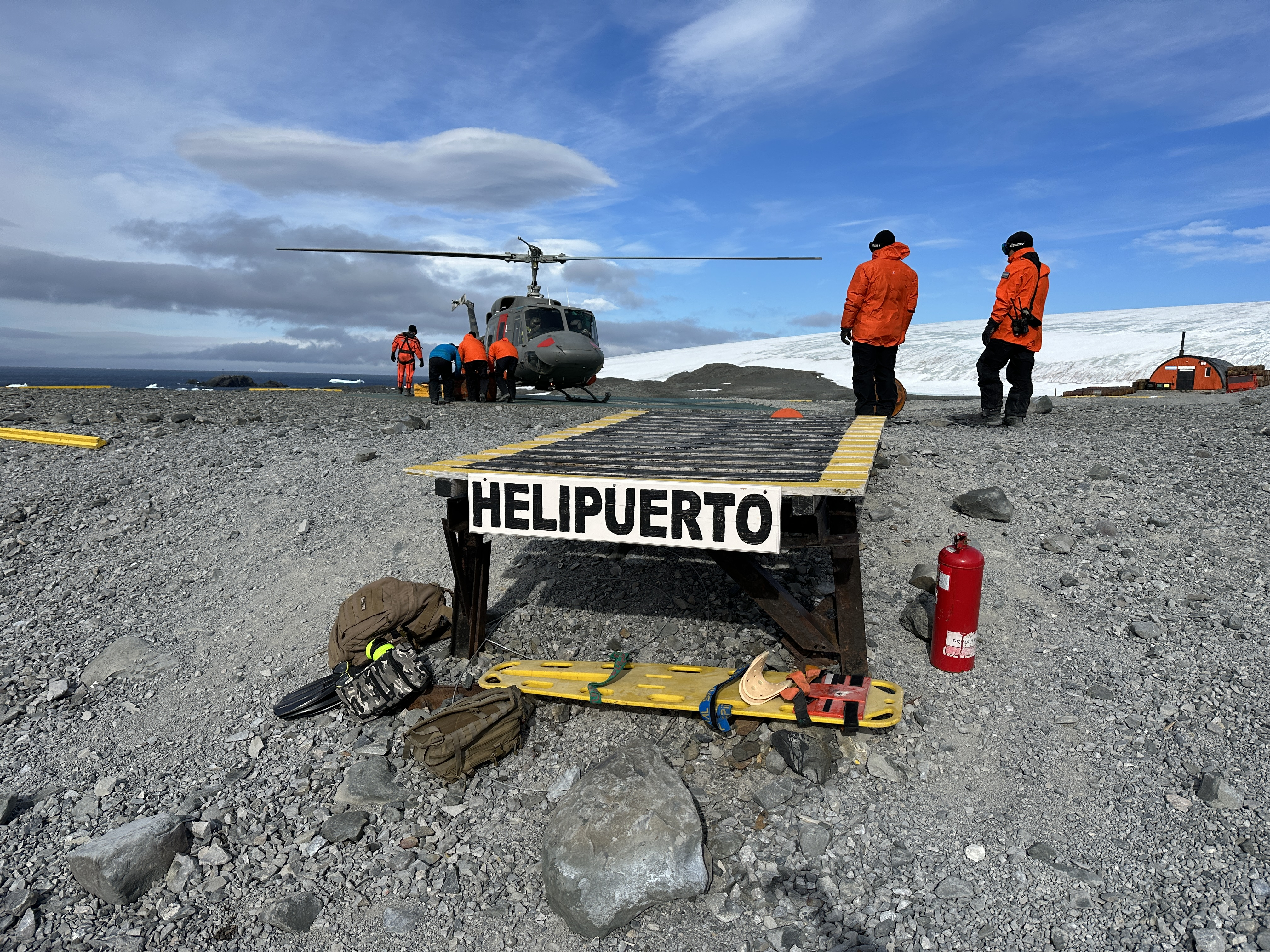
Heliport provisional a l'Antàrtida.

Les estacions de recerca a l'Antàrtida tenen instal·lacions mèdiques, però aquestes solen ser bàsiques comparades amb un hospital modern. Les instal·lacions mèdiques estan dissenyades per tractar emergències i malalties comunes, però no estan preparades per afrontar situacions complexes com complicacions greus d'un embaràs o un part.
La majoria de les estacions grans tenen almenys un metge generalista o un infermer amb formació per a emergències. En alguns casos, especialment a les estacions més grans o amb més personal, pot haver-hi un equip mèdic més ampli, que inclou professionals amb especialitats en medicina d'emergència o cirurgia. No obstant això, aquests professionals no sempre tenen l'especialització necessària per atendre complicacions en embarassos o parts.
En cas d'una emergència mèdica que no pot ser tractada a l'Antàrtida, el protocol habitual és evacuar el pacient a un hospital a la ubicació més propera fora del continent, generalment a Xile, Argentina, Nova Zelanda o Sud-àfrica, depenent de la ubicació de l'estació. Tanmateix, aquestes evacuacions poden ser molt complicades i fins i tot impossibles durant els mesos d'hivern, quan les condicions meteorològiques són especialment severes i els vols són altament perillosos o directament inviables.
Les evacuacions mèdiques són extremadament costoses i complexes, sovint requerint la coordinació entre diverses agències internacionals. La necessitat d'evacuació pot sorgir de diverses situacions, com ara accidents greus, malalties agudes o complicacions en un embaràs. Si les condicions meteorològiques ho permeten, es poden enviar avions o vaixells especialment equipats per rescatar el pacient. No obstant això, hi ha hagut casos en què el personal mèdic ha hagut de gestionar situacions greus a l'Antàrtida durant setmanes abans que fos possible una evacuació segura.
Donat el risc i la dificultat associats amb l'embaràs a l'Antàrtida, es fa una planificació rigorosa abans que algú sigui assignat a una missió allà. Això inclou exàmens mèdics exhaustius per assegurar-se que els participants no tenen condicions mèdiques que puguin requerir atenció especialitzada que no es pot proporcionar a l'Antàrtida. Les dones en edat fèrtil també poden rebre consells mèdics sobre anticoncepció o retardar l'embaràs durant la seva estada al continent per evitar possibles complicacions.

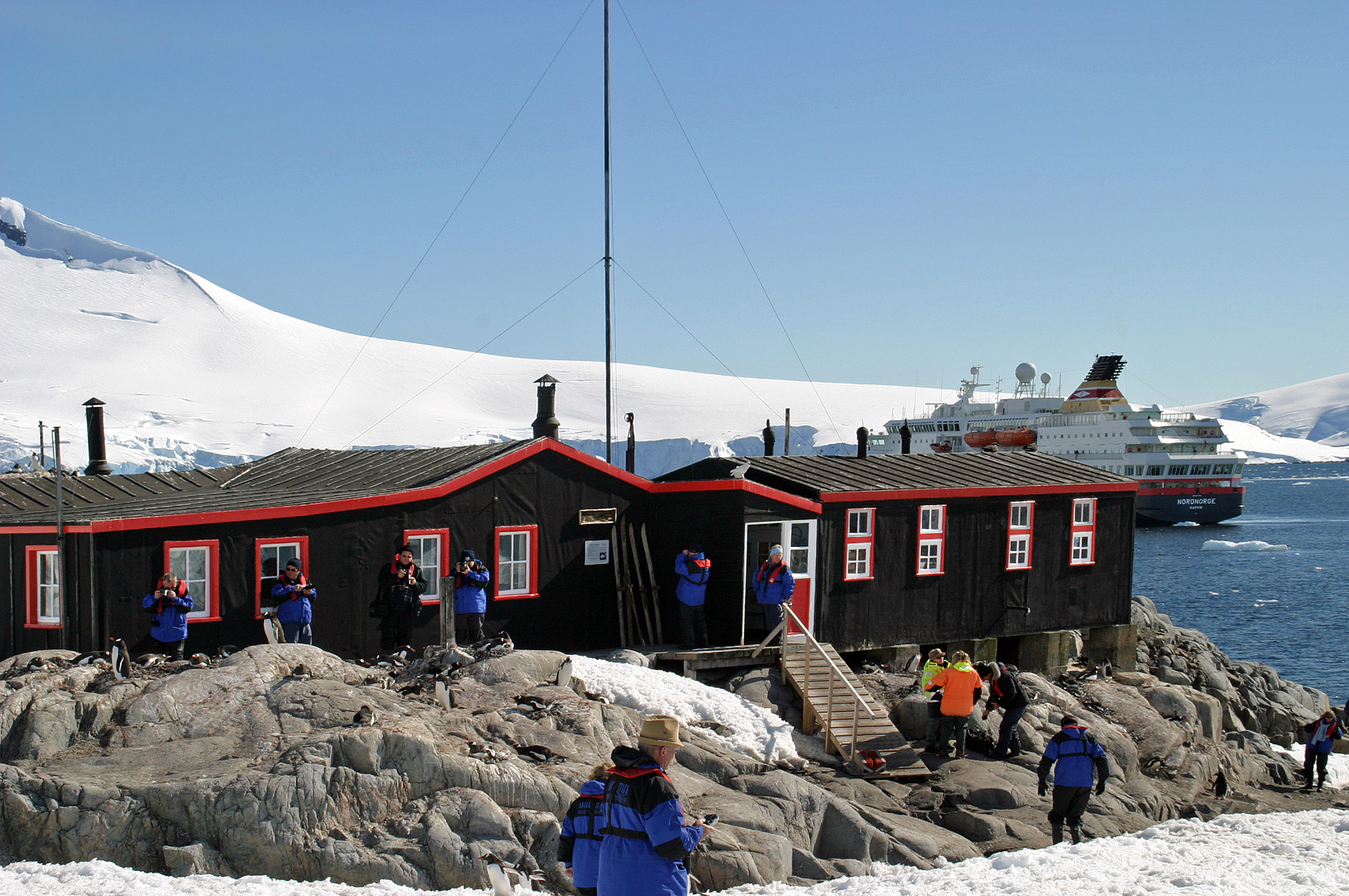
Cases a l'Antàrtida.

En el cas excepcional que una dona embarassada estigués a l'Antàrtida, es prendrien mesures extraordinàries per assegurar la seva salut i la del fetus. Això podria incloure la presència continuada d'un metge amb formació obstètrica o l'establiment de connexions remotes amb especialistes mitjançant telemedicina. No obstant això, atès que les infraestructures i els recursos són limitats, la preferència seria evacuar la dona abans que sorgeixin complicacions.
En els darrers anys, la telemedicina s'ha convertit en una eina vital per al suport mèdic a l'Antàrtida. Això permet que els professionals mèdics a l'estació es comuniquin amb especialistes a altres parts del món per obtenir assessorament en temps real. Això és especialment útil per a situacions d'emergència on el coneixement local és insuficient. No obstant això, la telemedicina té limitacions, especialment en cas de complicacions físiques greus que requereixen intervenció directa.
En conjunt, l'assistència mèdica a l'Antàrtida és un repte important, i la salut reproductiva és un aspecte especialment delicat. La preparació acurada, la planificació preventiva i els protocols d'emergència són fonamentals per garantir la seguretat de totes les persones que viuen i treballen en aquest continent extrem.